# Ostiense
Ostiense è il decimo quartiere di Roma, indicato con Q. X.
Il toponimo indica anche la zona urbanistica 11A del Municipio Roma VIII di Roma Capitale.
Fino al 1930 esisté anche un suburbio omonimo indicato con S.O.

## Territorio
Si trova nell'area sud della città, a ridosso delle Mura aureliane e del fiume Tevere.
Il quartiere confina:
- a nord con i rioni R. XX Testaccio[1] e R. XXI San Saba[2]
- a est con il quartiere Q. XX Ardeatino[3]
- a sud con il quartiere Q. XXXII Europa[4]
- a ovest con il quartiere Q. XI Portuense[5]

## Storia

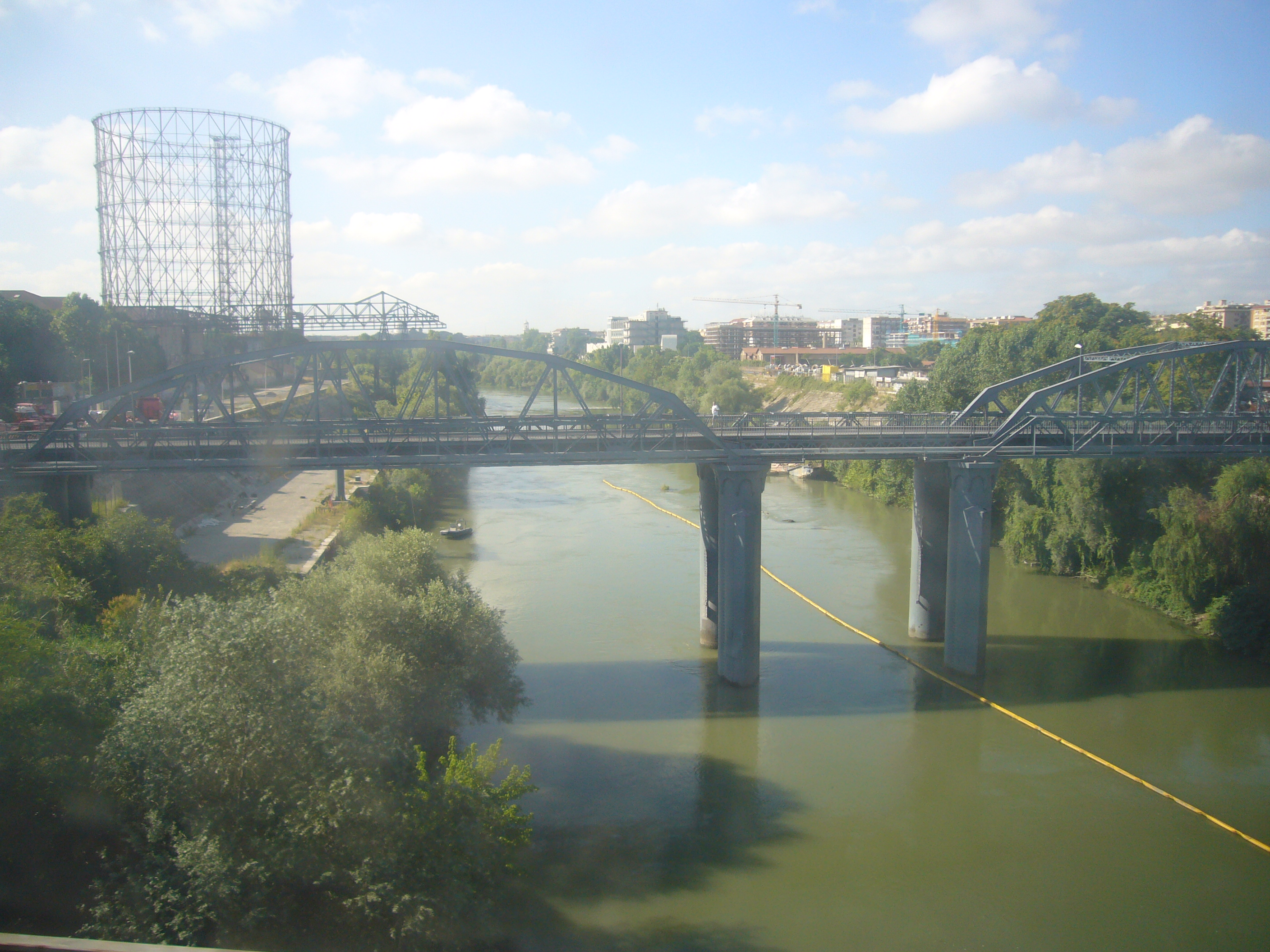
Ponte dell'Industria. Sullo sfondo è possibile notare il gazometro, entrambe costruzioni dell'anteguerra (epoca regia ed industriale)

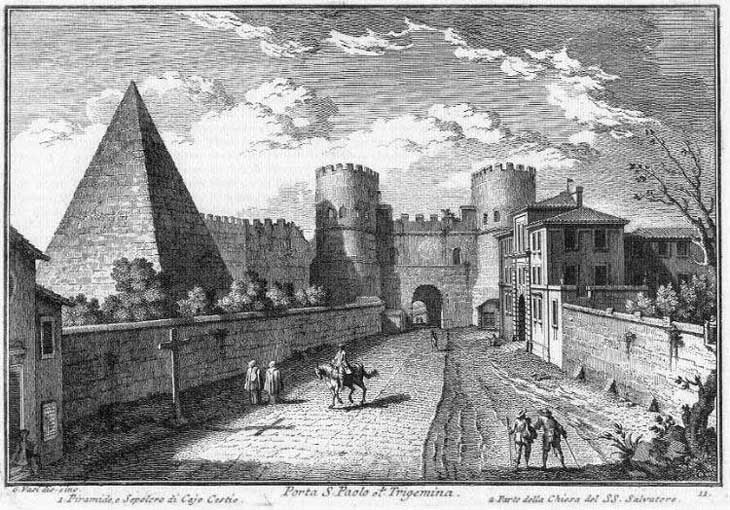
Antica Porta Ostiensis. A lato è possibile notare la Piramide Cestia, una tomba mausoleo della Roma Antica, entrambe costruzione imperiali

L'area del quartiere Ostiense nasce a ridosso del centro storico di Roma, nello specifico, delle antiche Mura Aureliane, come accesso militare romano alle acque del mare.
Ostiense comunque, prese il nome dall'antica "Porta Ostiensis" (caduta in disuso presto, in favore di altre antiche porte romane), dalla quale si estende via Ostiense collegante il Colle Aventino della città di Roma, al litorale di Ostia, che deve essere stata il primo vero successo militare degli antichi romani. Oggi, questo monumento è chiamato Porta San Paolo per la, poco distante, enorme basilica papale di San Paolo fuori le mura, seconda per grandezza soltanto alla basilica di San Pietro in Vaticano. Intorno ad essa durante il processo di cristianizzazione medievale iniziò a formarsi nel IX secolo un insediamento fortificato che prese il nome di Giovannipoli, da Papa Giovanni VIII. I personaggi antichi di Pietro, Paolo, e Giovanni, sono di riferimento per la religione cristiana in quanto apostoli missionari del Vangelo di Gesù vissuti al tempo di Cristo in Galilea, ed approdati nel mondo antico greco-romano in predicazione.

### Sviluppo moderno
Ancor prima della nascita del quartiere, venne inaugurato nel 1863 il Ponte dell'Industria per collegare la nuova ferrovia Roma-Civitavecchia all'area di Ostiense divisa dal fiume Tevere, per raggiungere la stazione Termini. 
Dapprima Ponte San Paolo ed adibito alla mobilità ferroviaria, viene sostituito da ponte di nuova costruzione agli inizi del XX secolo, passando ad altro uso. Al giorno d'oggi è conosciuto ai romani semplicemente come Ponte di ferro e serve il trasporto su strada e la mobilità pedonale.
Il moderno sviluppo urbanistico comincia intorno al 1907 quando il sindaco Ernesto Nathan iniziò a promuovere la creazione di una zona industriale all'inizio della via Ostiense. Su questo impulso, e complice anche il Piano Regolatore del 1909, furono costruiti un porto fluviale, un Gasometro, la Centrale Montemartini, i Mercati Generali inaugurati prima dell'ascesa del fascismo nel 1921.
Durante il fascismo viene usata la stazione ferroviaria di Roma Ostiense di nuova costruzione (1938), per accogliere Hitler e le sue delegazioni naziste nella capitale, decorata in maniera di mitologia, papale, ed imperiale fascista.
Negli anni '70 viene riconosciuta zona urbanistica al fianco delle zone di Marconi e San Paolo ad ovest, e di Garbatella ad est.
In occasione dei Mondiale del '90 viene costruito l'Air Terminal che collega il retro della Stazione Ostiense alla zona Garbatella. Il quartiere Ostiense contraddistinto sin dagli inizi del XX secolo da grande vitalità dovuta alla presenza di siti industriali, tra i quali quello dei Mercati Generali è stato il più caratteristico fino alla sua chiusura, ospita dal 1992 l'Università degli Studi Roma Tre. Con il nuovo Piano Regolatore del 2008 la zona Ostiense come definita dagli anni '70 si evolverà come parte della nuova città metropolitana di Roma Capitale.

Ponte Settimia Spizzichino, in Circonvallazione Ostiense (anche noto semplicemente come Ponte Ostiense); sovrappassa la ferrovia Roma-Lido e la linea B della metropolitana

Il 30 marzo del 2008, è stato inaugurato, nel parco Schuster, un monumento commemorativo per le vittime dell'attentato del 12 novembre 2003 alla base militare di Nassiriya. L'opera è stata progettata dallo scultore Giuseppe Spagnulo.
All'inizio della crisi economica mondiale del 2008 terminano i lavori del cavalcaferrovia Ponte Ostiense che collega la via Ostiense alla via Cristoforo Colombo. Artisticamente ricercata opera di infrastruttura, ed intitolato a Settimia Spizzichino, sopravvissuta alla deportazione nazi-fascista nel corso del secondo conflitto mondiale.
Tra le numerose iniziative di carattere sociale, il quartiere è anche sede di attività della comunità cristiana di base fondata da Giovanni Franzoni, oltre che di comunità gay, quali Arcigay, Circolo di cultura omosessuale Mario Mieli, Di' Gay Project. Negli anni novanta, nei pressi dell'ex gasometro di via Ostiense, nacquero gli eventi del Muccassassina. Ferzan Özpetek, che vive tuttora nel quartiere, ambientò buona parte del film del 2001 Le fate ignoranti in un palazzo di via del Porto Fluviale 35.

Mappa del municipio di appartenenza del Quartiere Ostiense: la maggioranza dell'area territoriale è quella delle zone 11A, 11B, 11C, ad ovest (nei pressi del Tevere).

La zona della Garbatella ospita il numero più alto di abitanti del quartiere, circa tre su quattro.

### Stemma
D'azzurro al faro d'argento.

## Monumenti e luoghi d'interesse

### Architetture civili
- Edificio d'ingresso ai Magazzini del Consorzio Agrario, su via del Porto Fluviale. Edificio del XX secolo (1925). 41.872186°N 12.47442°E
- Quartiere INA Casa e IACP, tra via Valco di San Paolo, via Corinto, via Efeso e via Filomene. Edifici del XX secolo (1949-50).[10] 41.853076°N 12.474327°E

Complesso INA-Casa e IACP di edilizia sociale con quattro torri stellari. Progetti degli architetti Mario De Renzi, Saverio Muratori, Eugenio Montuori, Mario Paniconi, Giulio Pediconi e Fernando Puccioni.
Mercati Generali all'Ostiense, 1908-1916, progettisti: arch. ing. Francesco La Grassa; ing. Emilio Saffi

### Architetture religiose
- Basilica di San Paolo fuori le mura, su via Ostiense. Basilica Patriarcale.
- Chiesa di San Salvatore de Porta (demolita)
- Chiesa di San Benedetto, su via del Gazometro.
- Chiesa di San Francesco Saverio alla Garbatella, su piazza Damiano Sauli.
- Cappella del Corpus Christi, su via Pomponia Grecina.

Luogo sussidiario di culto della parrocchia di San Francesco Saverio alla Garbatella.
- Cappella del Corpus Domini, su via delle Sette Chiese.

Luogo sussidiario di culto della parrocchia di San Francesco Saverio alla Garbatella.
- Cappella della Sacra Famiglia, su via David Salinieri.

Luogo sussidiario di culto della parrocchia di San Francesco Saverio alla Garbatella.
- Chiesa di Santa Galla, sulla circonvallazione Ostiense.
- Chiesa di San Filippo Neri in Eurosia, su via delle Sette Chiese.
- Chiesa dei Santi Isidoro e Eurosia, su via delle Sette Chiese.

Luogo sussidiario di culto della parrocchia di San Filippo Neri in Eurosia.
- Chiesa di Santa Marcella, su piazza Nicoloso da Recco.
- Cappella di San Cosimato, su via Ambrogio Contarini. Chiesa del monastero omonimo, dipendente dalla parrocchia di Santa Marcella.
- Chiesa di San Leonardo Murialdo, su via Salvatore Pincherle.
- Basilica di Santa Maria Regina degli Apostoli alla Montagnola, su via Antonino Pio. Basilica minore e Santuario.
- Collegio del Verbo Divino, su via dei Verbiti. Edificio scolastico della Società del Verbo Divino del XX secolo (1928), progettato dall'architetto Ettore Rossi.

### Architetture militari
- Forte Ostiense, al quarto km di via Ostiense. Forte del XIX secolo (1882-84).

### Architetture scolastiche
- Istituto comprensivo Piazza Damiano Sauli - Plesso "Cesare Battisti", su piazza Damiano Sauli. Edificio del XX secolo (1931). 41.861153°N 12.488616°E

Progetto dell'architetto Angelo Brunetta e inizialmente intitolata al gerarca fascista Michele Bianchi per volontà di Benito Mussolini.
- Villaggio scuola primaria Principe di Piemonte presso la Roccia di San Paolo.

### Archeologia industriale
- Gazometro, su via del Commercio. Gasometro del XX secolo (1936).[13]

### Siti archeologici
- Necropoli di San Paolo, sulla via Ostiense, parco Ildefonso Schuster. Necropoli del I secolo a.C.[14] 41.86004°N 12.478129°E
- Catacomba di Santa Tecla

## Cultura

### Istruzione

#### Ricerca
- Rome Advanced District - ROAD, polo di ricerca e sviluppo tecnologico[15]

#### Biblioteche
- Bibliocaffè, presso il Caffè Letterario di Via Ostiense[16]

#### Musei
- Centrale Montemartini, sulla via Ostiense.

### Media

#### Radio
Nel quartiere ha sede la sede della succursale di Radio Capital.

### Teatro
- Teatro in Portico, adiacente la Chiesa di Santa Galla

## Geografia antropica

### Urbanistica
Nel territorio del quartiere Ostiense si estendono le seguenti zone urbanistiche: l'omonima 11A, la 11B Valco San Paolo e la 11C Garbatella per intero, a sud la parte nord della 12A Eur e a nord la parte sud della 1C Aventino.

## Infrastrutture e trasporti
|  | È raggiungibile dalle stazioni: Basilica San Paolo e Roma Porta San Paolo. |

|  | È raggiungibile dalla stazione di Roma Ostiense. |

|  | È raggiungibile dalla stazione di Roma Ostiense. |

|  | È raggiungibile dalla stazione di Roma Ostiense. |

## Sport

### Calcio
- A.S.D. W3 Roma Team (colori sociali Nero Bianco) che, nel campionato 2019-20, milita nel campionato maschile di Promozione.[17]

### Calcio a 5
- A.S.D. History Roma 3Z 1983 che, nel 2019-2020, milita nel campionato maschile di Serie B.[18]
- PGS Club San Paolo che, nel 2019-2020, milita nel campionato maschile di Serie B.[19]

### Pallacanestro
- San Paolo Ostiense che, nel campionato 2024-2025, milita nel campionato maschile di Serie B Interregionale.
- Basket Marconi Roma che nel 2024-2025 milita nel campionato maschile di Divisione Regionale 2.